# 圣皮埃尔 (康塔尔省)
圣皮埃尔（法語：Saint-Pierre，法語發音：[sɛ̃ pjɛʁ] ⓘ）是法国康塔尔省的一个市镇，位于该省西北部，属于莫里亚克区。

## 地理
圣皮埃尔（45°23'18"N, 2°23'18"E）面积14.27 平方千米，位于法国奥弗涅-罗讷-阿尔卑斯大区康塔爾省，该省份为法国中南部省份，位于法國中央高原中心，北起科雷兹省、上盧瓦爾省和多姆山省，西接洛特省和科雷兹省，南至阿韦龙省和洛特省，东临上盧瓦爾省和洛泽尔省。
与圣皮埃尔接壤的市镇（或旧市镇、城区）包括：尚帕尼亚克、利日尼亚克、罗什勒佩鲁、圣玛丽拉帕努兹、塞朗东、萨鲁-圣朱利安。

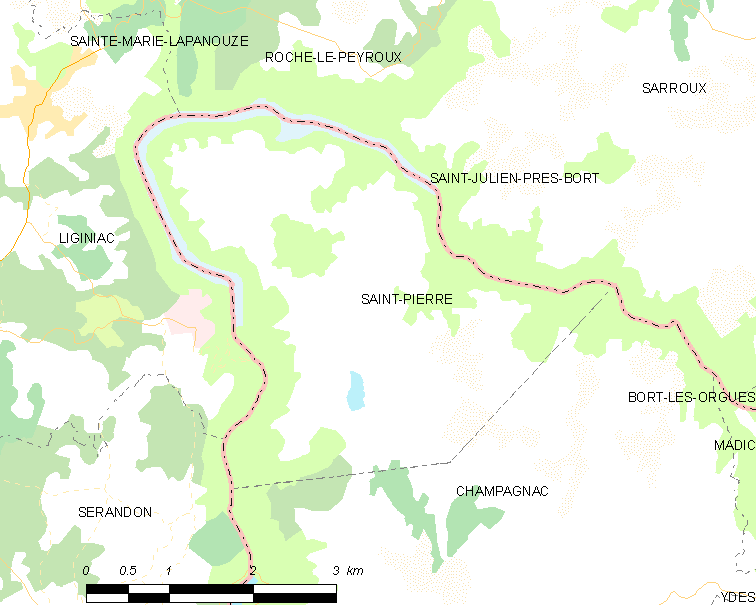
的OSM定位图

圣皮埃尔的时区为UTC+01:00、UTC+02:00（夏令时）。

## 行政
圣皮埃尔的邮政编码为15350，INSEE市镇编码为15206。

## 政治
圣皮埃尔所属的省级选区为伊德县。

## 人口

1962-2008年间人口变化图示

圣皮埃尔于2022年1月1日时的人口数量为146人。